# Santa Maria Pantano (Villa Literno)
Santa Maria Pantano, è una località che fa parte del comune di Villa Literno nella provincia di Caserta in Campania.

## Geografia fisica
Si trova nel cuore della pianura campana ed è percorsa dai Regi Lagni. Si colloca nell'estremità sud-ovest di Villa Literno in una posizione baricentrica tra il centro abitato del comune e la località di San Sossio, le due località giuglianesi di Cinistrelli e Ponte Riccio e la frazione Ischitella Lido di Castel Volturno. Il territorio di Santa Maria Pantano è prevalentemente pianeggiante e caratterizzato da un paesaggio agricolo.

## Monumenti e luoghi d'interesse
Nella frazione è presente la chiesa, forse ottocentesca, di Santa Maria del Pantano, detta anche della Madonna di Pantano. Al suo interno c'è un affresco del XVI secolo. La cappella fu costruita dai contadini nel luogo in cui avvenne un miracolo. Ancora oggi viene celebrato un antico rito nella chiesa ogni martedì di Pasqua.
Nei dintorni della zona sono presenti anche antichissime masserie, testimoni della civiltà contadina.
La cappella dà il nome ad una lunga strada che arriva fino alla zona flegrea.